# Ungarisches Staatsarchiv

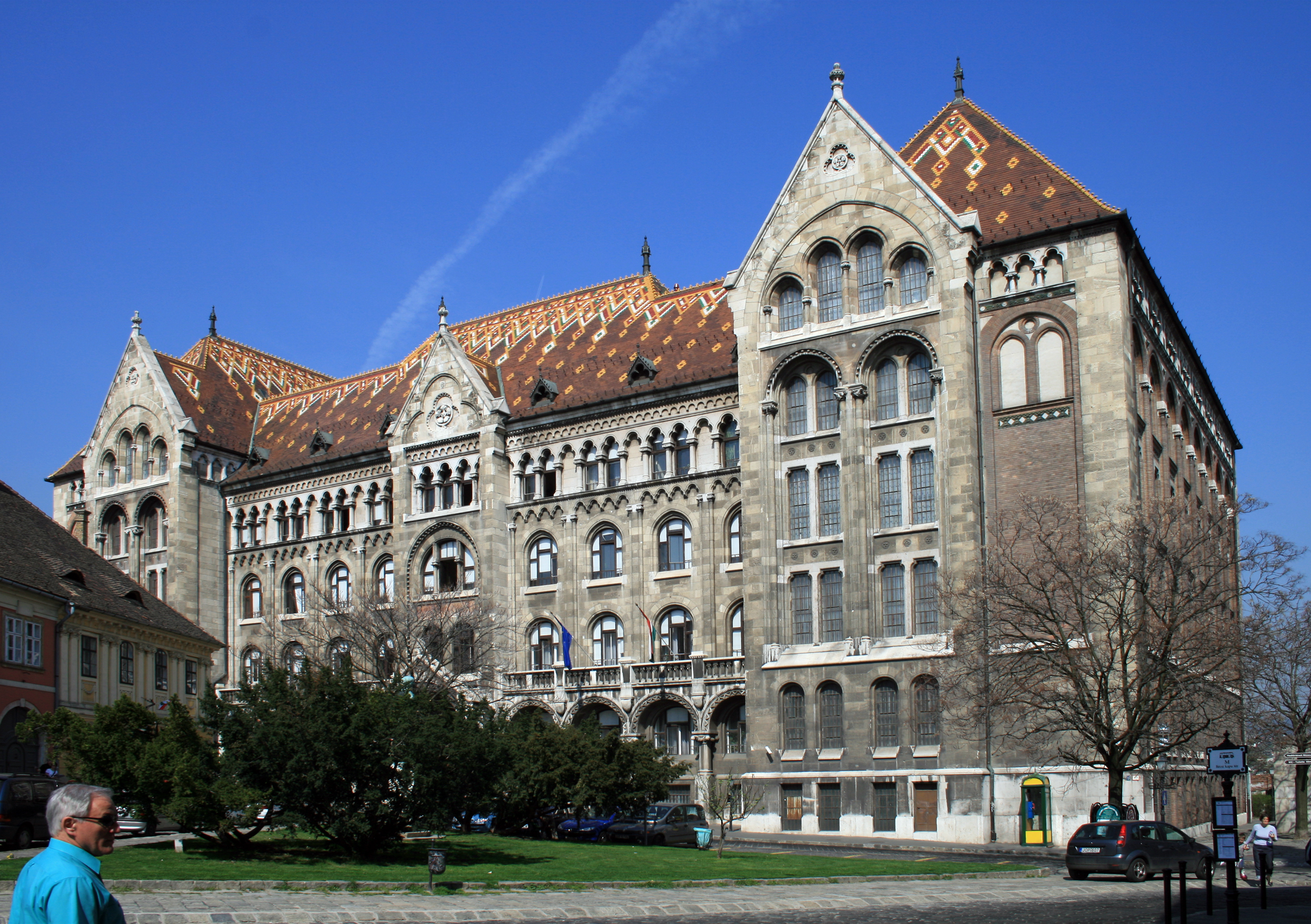
Zentralgebäude des Ungarischen Staatsarchiv am Wiener Tor (Bécsi kapu) im Budapester Burgviertel

Das Ungarische Staatsarchiv (ungarisch Magyar Nemzeti Levéltár Országos Levéltára, MNLOL) ist das Zentralarchiv der historischen ungarischen Stände und der Republik Ungarn. Es wurde 1756 in Pozsony gegründet und befindet sich heute mit seinem Zentralgebäude sowie zwei Nebengebäuden im Burgviertel der ungarischen Hauptstadt Budapest. 

## Bestände
Die Bestände des Ungarischen Staatsarchivs sind öffentlich einsehbar. 

### Standorte
Das Hauptgebäude (Gebäude 1) des Ungarischen Staatsarchivs wurde 1923 nach Plänen von Samu Pecz im Stil des Historismus errichtet.  
- Gebäude 1 am Wiener-Tor-Platz (Bécsi kapu tér) 2-4 für die Archivsektionen für die Abteilungen I., II. und III.
- Gebäude 2 am Hess András Platz (Hess András tér) 5 für die Archivsektionen für die Abteilung V.
- Gebäude 3 am Külső-Bécsi-Straße (Lángliliom utca) 4 für die Archivsektionen für die Abteilungen IV., VI. und die Mikrofilmsammlung

### Abteilungen
I. Schriftgut der zentralen und regionalen Regierungsorgane 1526–1867
Hierzu gehören die Archive der Ungarischen Hofkanzlei (1414–1848) und der Siebenbürgischen Hofkanzlei (1686–1848), das Archiv des Ungarischen Statthaltereirates, Archive aus der Zeit der Freiheitskämpfe von Thököly und Rákóczi (1648–1714), der ungarischen Revolution 1848/1849, und des Neo-Absolutismus (1848–1867), sowie Archive der Ungarischen Kammern und der siebenbürgischen Landesbehörden.   
II. Schriftgut der Regierungsorgane 1867–1945
Hierzu gehören die Archive der Regierungsbehörden 1867–1918 und Akten der Regierungsorgane der Räterepublik (1919). 
III. Familienarchive und Sammlungen
Hierzu gehören die Sammlung der Fotokopien Ungarischer Literatur des Mittelalters (v. a. die „Hungarica“), Archive von Familien (u. a. Bethlen, Esterházy, Festetics, Nádasdy, und Széchenyi), Körperschaften und Instituten sowie eine Karten-, Plan- und Siegelsammlung. 
IV. Wirtschaftsarchive
V. Abteilung der Schriften der politischen Zentralbehörden 1945–1989
Hierzu gehören die Akten der Partei der Ungarischen Werktätigen (MDP) und der Ungarischen Sozialistischen Arbeiterpartei (MSZMP) 1948–1989
VI. Schriftgut der wirtschaftlichen Regierungsorgane seit 1945
VII. Abteilung für Archivgut der zentralen Regierungsorgane
VIII. Abteilung für Reprographie, Mikrofilmsammlung
IX. Kundendienst und Informationsabteilung
X. Konservierung, Restaurierung, Werkstätte